# Tollembeek
Tollembeek – dzielnica (deelgemeente) gminy Galmaarden w Belgii, w Regionie Flamandzkim, w prowincji Brabancja Flamandzka, w okręgu Halle-Vilvoorde. 1 stycznia 2020 roku liczyła 3162 mieszkańców. Do 31 grudnia 1976 samodzielna gmina.

## Demografia
Liczba mieszkańców, stan na 1 stycznia:
| Rok                | 1900 | 1930 | 1970 | 2020 |
| ------------------ | ---- | ---- | ---- | ---- |
| Liczba mieszkańców | 2419 | 2659 | 2504 | 3162 |

## Współpraca
Miejscowość partnerska:
- Tollebeek, Niderlandy